# Čang Caj
Čang Caj, někdy též uváděn jako Č`ang Cheng-čchii (1020 - 1077) byl čínský filozof, jeden ze zakladatelů novokonfuciánství. V něm byl představitel materialistické linie.
Podle Čanga vše, co existuje, vzniká z prahmoty - čchi, jejímiž vlastnostmi jsou pohyb a klid. Prvotním stavem čchi je velké prázdno a proces její koncentrace se podobá přeměně vody na led. Zhušťování a rozptylování čchi podmiňuje vznik a zánik všech jevů a věcí. Proces proměn čchi se nazývá tao. Pohyb a změny prahmoty jsou důsledkem vzájemného působení jang a jin. Jejich jednotou je tao, které Čang Caj chápal jako velkou harmonii. Pohyb v přírodě je určován zákonem li, který je imanentní samé prahmoty čchi.
Zdrojem poznání jsou pocity, jejichž prostřednictvím se člověk spojuje s vnějším světem, ale poznání tao se na nich nezakládá.
V oblasti etiky definoval jedinou základní ctnost: ren ("lidskost"), která má ovšem rozmanité projevy. Člověk má dle Čanga své povinnosti jako člen společnosti i jako člen kosmu, jejich plnění ho kultivuje. Nedoporučoval lpět na životě, známá je jeho věta, že "život nepřináší žádný zisk, smrt neznamená žádnou ztrátu".